# Эпидемиология обсессивно-компульсивного расстройства

Количество больных ОКР на 100 000 человек, по данным 2002 г.
нет данных
меньше 45
45-52.5
52.5-60
60-67.5
67.5-75
75-82.5
82.5-90
90-97.5
97.5-105
105-112.5
112.5-120
больше 120

Эпидемиология обсессивно-компульсивного расстройства — раздел эпидемиологии психических расстройств, изучающий закономерности возникновения и распространения этой болезни с целью разработки профилактических мероприятий.

## История вопроса
Первые попытки исследования эпидемиологии ОКР начались в начале 1950-х учеником Э. Крепелина Э. Рюдином, хотя некоторые аспекты ОКР, которые были связаны с его распространением и другими статистическими данными, естественно, проводились и ранее. Так, в 1930-х Г. В. Штерринг и другие учёные исследовали психогенетику ОКР и пришли к выводу, что у 20—40% родственников больных ОКР присутствуют навязчивые явления.
По данным Э. Рюдина, распространённость болезни насчитывала 0,05% популяции. То, что ОКР — не очень общераспространённая болезнь, указывали и исследования 1960-х, по данным которых частота его колебалась от 0,05% до 0,32%. Подобные ретроспективные клинические исследования, которые проводились в 1970-х также показали, что ОКР — сравнительно редкая болезнь. Однако эти исследования проводились над пациентами, проходившими лечение и без применения шкал для диагностики. Причину маленькой распространённости ОКР среди больных в эти годы, во-первых, можно объяснить в том числе и тем, что собственно диагноз ОКР ставился нечасто в виду недостаточной его исследованности. Во-вторых, ОКР в то время считался исключительно психиатрическим диагнозом с необходимостью фаркмакотерапии и возможной стигматизацией родственниками и обществом. Поэтому больные его диссимулировали.
В Советском Союзе аналогичные исследования начали проводиться в 1960-х. Они также показали, что среди больных, обращающихся к психиатрам, невроз навязчивых состояний встречается редко. По В. Н. Мясищеву невроз навязчивых состояний составлял 10% от больных неврозами, лечившихся в Ленинградском психоневрологическом институте им. В. М. Бехтерева. По наблюдению А. М. Свядоща среди больных неврозами и реактивными состояниями психиатрической клиники Карагандинского государственного медицинского университета и психоневрологического диспансера Караганды больные неврозом навязчивых состояний составляли 13%.
В США в 1980-х был проведён Эпидемиологический проект, охватывающий определённые регионы  (англ. Epidemiological Catchment Area Project (ECA)). Он имел 2 цели: во-первых, узнать продолжительность и 6-месячную распространённость заболевания ОКР в общей популяции в выборочном исследовании более 30000 человек и, во-вторых, где пациенты проходили лечение. Интервьюеры использовали Программу диагностического интервью, (англ. Diagnostic Interview Schedule), сконструированную для DSM-III образца 1980.
Благодаря англ. ECA было установлено, что ОКР гораздо больше распространён, чем считалось раньше. Главное открытие заключалось в том, что распространённость ОКР на протяжении 3 лет жизни равняется от 1,9—3,3% , то есть в 40—70 раз чаще, чем считалось до этого. Более того, стало считаться, что ОКР встречается в 2 раза чаще, чем шизофрения и паническое расстройство. Согласно этим исследованиям, ОКР — 4-е по распространению психическое заболевание в США. Исследование, проведённое по аналогичному принципу в Канаде в 1988 показало аналогичную распространённость ОКР в 3%.
В этом же эксперименте была подтверждена равная частота ОКР для обоих полов.
В СССР исследование, проведённое в 1990 Б. Д. Карвасарским в целом, по принципам Э. Рюдина, то есть только среди больных, лечившихся в Ленинградском психоневрологическом институте им. В. М. Бехтерева показало, что невроз навязчивых состояний продолжал оставаться редкой болезнью среди больных психоневрологических больниц (7,8% из 2900 больных).

## ОКР с точки зрения транскультуральной психиатрии
Впервые Международное исследование ОКР совместной группой англ. The Cross-National OCD Collaborative Group study (CNCG study) в 1994 с целью сравнения его распространённости проводилось в 6 странах: США, Германии, Южной Корее, Новой Зеландии, Пуэрто-Рико и Китайской Республике. Результаты в целом соответствовали результатам англ. ECA в 1980 в США. При этом существенно отличалась распространённость в Китайской Республике. Там она была гораздо меньше. При этом распространённость других психических болезней там также гораздо меньше.
Симптомы ОКР в Японии похожи на те, что встречаются в западных странах. Это исследование, проведенное Хисато Мацунага, опубликованное в 2008, подтверждает, что болезнь не имеет культурных и географических границ, опровергая некоторые предыдущие этиологические теории.

## Современное состояние
На данный момент исследование эпидемиологии ОКР весьма противоречивое. Довольно часто указывается распространённость ОКР в пределах 1—3%. Распространенность его примерно 1—3:100 у взрослых и 1:200—500 у детей и подростков, хотя распознанные клинически случаи встречаются реже (0,05—1 %), так как у многих это расстройство может быть не диагностировано из-за стигматизации.
Исследования, проведённые с мая 1995 по апрель 1996 в области залива Сан-Франциско и Сакраменто организацией Kaiser Permanente уточнили эти цифры. В процессе исследования использовалась обсессивно-компульсивная шкала Йеля-Брауна. Доверительный интервал был равен 0,95. Распространённость ОКР в течение 1 года, согласно этому исследованию, в случае ОКР от лёгкой до тяжелой степени была равна 84:100000 (0,084%), что равно 1:1190.
Заболеваемость ОКР в популяциях, находящихся на амбулаторном и стационарном лечении, колеблется от 0,99% до 3,0%. При этом она может быть выше через дисимуляцию.

### Начало болезни. Первая врачебная консультация
ОКР чаще всего начинается в возрасте от 10 до 30 лет. При этом первое посещение психиатра наступает только между 25 и 35 годами. Между началом болезни и первой консультацией может пройти до 7,5 лет. Средний возраст госпитализации — 31,6 лет.

### Гендерные исследования
В классических исследованиях с самого начала исследования эпидемиологии ОКР и до 1994 считалось, что отличия между мужчинами и женщинами в его распространении нет. В отличие них, в том числе и исследования 1980-х, в эксперименте англ. The Cross-National OCD Collaborative Group study были обнаружены половые различия. В возрасте до 65 лет ОКР был чаще у мужчин (кроме периода 25—34 года), а после — у женщин. Максимальное различие с перевесом больных мужчин наблюдалось в период 11—17 лет. После 65 в обеих группах частота ОКР падала. 68% госпитализированных — женщины.

### Длительность

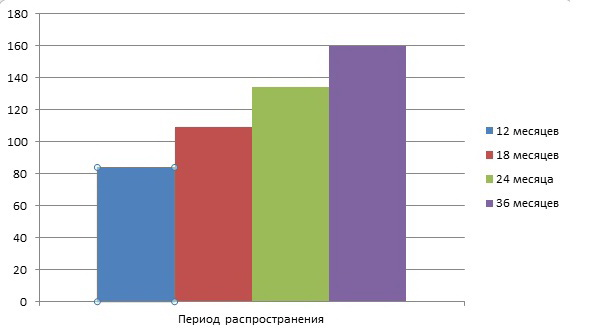
Период распространения обсессивно-компульсивного расстройства

Период распространения ОКР, согласно исследованию англ. CNCG study, увеличивается пропорционально периоду наблюдения. За период 12 месяцев он равен 84:100000, за 18 месяцев — 109:100000, за 134:100000 и 160:100000 за 24 и 36 месяцев соответственно. Этот подъем превышает ожидаемый для хронической болезни с оказываемой необходимой медицинской помощью в стабильной популяции. Чтобы проверить вклад отдельных случаев лечения на возрастание периода распространения в исследовании англ. CNCG study оценивали срок, в течение которого пациентам ставили диагноз «ОКР» и срок, через который после постановки диагноза назначали терапию. В течение 38 месяцев, доступных для исследования, у 43% пациентов диагноз, поставленный при исследовании не был занесён в официальную медицинскую карту амбулаторного больного. 19% не посещали психиатра вообще. Однако посетили психиатра как минимум раз на протяжении 1998—2000 года 43% пациентов. Средняя частота посещения психиатра на 967 пациентов — 6 раз за 3 года.

### ОКР и семейная жизнь
Такие авторы, как Э. Рюдин и А. Окаша считают, что почти половина (до 48% больных) ОКР холостые. Если степень болезни тяжелая до свадьбы, шанс на брак уменьшается, а если его заключают, в половине случаев возникают проблемы в семье.

### Социоэкономический уровень больных ОКР
Принадлежность к определённому социальному классу на течение ОКР не влияет, это расстройство встречается у представителей всех социоэкономических уровней. Исследования по распределению больных по классам противоречивы. Согласно одному из них, 1,5% больных принадлежат к высшему социальному классу, 23,81% к высшему среднему классу и 53,97% к среднему классу. Согласно другому, среди больных из Сантьяго большую склонность к заболеванию проявлял 
низший класс.
Данные исследования не являются значимыми для изучения клиники ОКР, однако очень существенны для здравоохранения, так как больные из низшего класса не всегда могут получить необходимую помощь.
Распространенность ОКР также связана с уровнем образования. Частота ОКР ниже у тех, кто окончил высшее учебное заведение (1,9%), чем у тех, кто не имеет высшего образования (3,4%). Однако среди тех, кто окончил высшее учебное заведение, частота выше у тех, кто закончил его с учёной степенью (соответственно 3,1%:2,4%).

### Уровень социализации
Практика свидетельствует, что большинство больных, пришедших на консультацию, не могут учиться или работать, а если могут, делают это на очень низком уровне. Полноценно могут работать только 26% больных.

### ОКР и интеллект
Больные ОКР — чаще люди с высоким уровнем интеллекта. По разным данным среди больных ОКР частота высокого IQ от 12% до 28,53%. При этом высокие показатели вербального IQ.

### Эпидемиология психогенетики
Близнецовый метод показывает высокую конкордантность среди монозиготных близнецов.
Согласно исследованиям, у 18% родителей пациентов, больных ОКР, присутствуют психические расстройства: 7,5% — ОКР, 5,5% — алкоголизм, 3% — ананкастное расстройство личности, психозы и аффективные расстройства — 2%.
Среди не психических болезней родственники пациентов с ОКР часто страдают туберкулёзным менингитом, мигренью, эпилепсией, атеросклерозом и микседемой. Неизвестно, связаны ли эти заболевания с появлением ОКР у родственников таких больных. Однако абсолютно точных исследований генетики не психических болезней среди больных ОКР нет.

### Особенности рождения
Согласно исследованию 1967 31 больной из 40 был первым или единственным ребёнком. Однако корреляции между пороками развития и развитием ОКР в будущем не было найдено.

### Коэффициент фертильности
Коэффициент фертильности у пациентов с ОКР равен 0—3 для обоих полов.  Число недоношенных детей у таких больных небольшое.

### Коморбидность

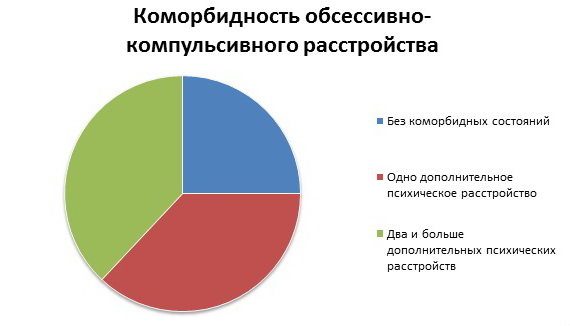
Коморбидность обсессивно-компульсивного расстройства

Согласно исследованиям англ. CNCG study 25% больных ОКР коморбидных состояний не имели. 37% страдали ещё на одно психическое расстройство, 38% — на 2 и больше. Наиболее частыми диагностируемыми состояниями были большое депрессивное расстройство (БДР), тревожное расстройство (в том числе тревожный невроз), паническое расстройство и острая реакция на стресс. У 6% было диагностировано биполярное аффективное расстройство. Единственной разницей в половом соотношении было то, что у 5% женщин было диагностировано расстройство приёма пищи.
Среди детей и подростков 25% больных ОКР не имели других психических расстройств, 23% имели 1, а 52% — 2 и более. Наиболее частыми было БДР и СДВГ. При этом, как и среди здоровых лиц до 18 лет, СДВГ чаще был у мальчиков (в конкретном случае — в 2 раза). У 1 из 6 было диагностировано оппозиционно-вызывающее расстройство и расстройство с чрезмерной тревогой (F93.8). У 1-й из 9 девочек было расстройство приёма пищи. У мальчиков часто был синдром Туретта.

### Тяжесть ОКР
При первом врачебном осмотре только в 1-м из 13 новых случаев у детей и подростков и 1-м среди 23 взрослых степень ОКР по шкале Йеля-Брауна в исследовании англ. CNCG study была тяжелой. Если не учитывать 31% случаев с сомнительными критериями, количество таких случаев возрастает к 1:9 лицам до 18 лет и 1:15 после. Пропорция лёгкой, средней и тяжелой степени выраженности являлась одинаковой как среди впервые выявленных случаев ОКР, так и среди случаев, выявленных ранее. Она составляла 2:1:3=лёгкая:средняя:тяжелая степень.

## Критика
Причину маленькой распространённости ОКР среди больных в 1950—1970, во-первых, можно объяснить в том числе и тем, что собственно диагноз ОКР ставился нечасто в виду недостаточной его исследованности. Во-вторых, ОКР в то время считался исключительно психиатрическим диагнозом с необходимостью фаркмакотерапии и возможной стигматизацией родственниками и обществом. Поэтому больные его диссимулировали.
В свою очередь, сейчас может иметь место гипердиагностика, связанная с повышенным интересом к ОКР, большим арсеналом терапевтических средств и распространённостью информации об этой болезни. Часто люди занимаются самодиагностикой. Кроме того, возможна гипердиагностика в связи с недостаточно точными критериями для определения ОКР. Например, исследования англ. ECA, установившие очень высокую частоту ОКР, очевидно включили транзиторные или даже явно гипердиагностированные случаи ОКР (так называемые субклинические состояния), не требующие лечения.
К современным исследованиям распространённости ОКР есть претензии и касательно методики исследования. Интервьюеры, проводящие исследования с использованием шкал более склонны к гипердиагностике, чем клиницисты. англ. Antony с соавторами утверждает, что англ. Diagnostic Interview Schedule, во-первых, ненадёжный и неэффективный метод исследования ОКР, во-вторых ведёт к гипердиагностике тревожных расстройств в целом. Однако англ. Nestadt с соавторами указывает, что погрешности англ. Diagnostic Interview Schedule вызваны допустимыми факторами, которые сложно учитывать: рецидив симптомов, их латентность и изменчивость и нежелание пациентов упоминать о «неудобных» их вариантах.

### Ответ на критику
В целом признанным является факт достоверности современных исследований распространённости ОКР. Вероятно, эти исследования можно будет улучшить, установив точные критерии и правильно подготовив интервьюеров.